# 赵萝蕤

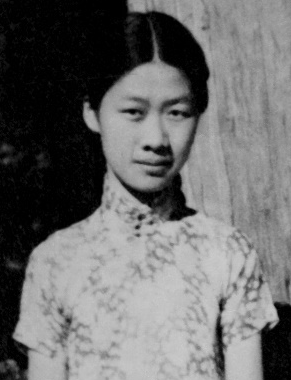
赵萝蕤的订婚照

赵萝蕤（1912年5月9日—1998年1月1日），生於中華民國浙江省德清縣，女性翻译家和比较文学家，為首位將英詩《荒原》漢譯為中文的譯者。

## 生平
赵萝蕤幼年居于苏州，1919年起就读于苏州景海女子师范学校，1928年入燕京大学中文系，1930年转入英语系，1932年毕业；同年考入国立清华大学外国文学研究所，为英美文学研究生，1935年毕业后任教于燕京大学西语系，长期从事英国文学家狄更斯、勃朗特姊妹和美国文学家惠特曼、詹姆斯的研究。1936年与陈梦家结婚。
1937年6月出版《荒原》中译本，仅印350册，1944年赴美国芝加哥大学攻读英语语言文学；1946年夏天，詩人艾略特由英国回美探亲，７月９日晚上，艾略特邀请赵萝蕤和陈梦家夫婦在哈佛俱乐部共进晚餐，诗人即席朗诵《四個四重奏》的片段，又在赵萝蕤带去的《1909-1935年诗歌集》和《四个四重奏》二書上签名，还在扉页上题写“为赵萝蕤签署，感谢她翻译了荒原”的英文题词。1948年获得芝加哥大學哲学博士学位。回国后担任燕京大学西语系教授、系主任。1952年院系调整以后，任北京大学西语系教授。1957年反右運動中，因其夫陳夢家被定為右派，遭迫害，因此患精神分裂症，住进北京安定医院。在文化大革命中，持續遭到批鬥。据北大外语学院英语系为她百年诞辰举办的研讨会上透露，她曾被“造反派”粗暴揪斗，扭着胳膊，揪住长发，按着脑袋，在走廊里游行示众。在文化大革命結束後，1983年后任北京大学英语系教授、博士生导师。

## 家庭
- 父親：赵紫宸
- 母親：童定珍
- 大弟：趙景心
- 二弟：趙景德
- 三弟：趙景倫
- 夫：陳夢家(1911-1966)。1936年与著名古文字学家陈梦家结婚。錢穆晚年曾言：“有同事陳夢家，先以新文學名。余在北平燕大兼課，夢家亦來選課，遂好上古先秦史，又治龜甲文。其夫人乃燕大有名校花，追逐有人，而獨賞夢家長衫落拓有中國文學家氣味，遂賦歸與。”[2]

## 主要著译
- 《荒原》（1937）
- 《哈依瓦萨之歌》（1957）
- 《黛茜．密勒》（1981）
- 《丛林猛兽》（1981）
- 《草叶集》（1991）

## 荣誉
- 北京大学科学研究成果奖(《我自己的歌》,1988年)
- 中美文学交流奖(1994年)
- 芝加哥大学百年纪念专业成就奖(1991年)
- 彩虹翻译奖(1995年)